# Johannes Willebrands
Johannes Gerardus Maria Willebrands (Bovenkarspel, 4 settembre 1909 – Denekamp, 1º agosto 2006) è stato un cardinale e arcivescovo cattolico olandese.

## Biografia
Fu ordinato presbitero il 26 maggio 1934, successivamente poté studiare a Roma filosofia, presso la Pontificia università "San Tommaso d'Aquino", e di questa disciplina divenne docente nel 1940 al seminario di Warmond.
Nel 1951, principalmente su sua ispirazione e per sua iniziativa, fu istituita la "Commissione cattolica per le questioni ecumeniche".
Giovanni XXIII lo chiamò nel 1960 al neocostituito Segretariato per l'unità dei cristiani, ove poté sviluppare il suo lavoro in tema di ecumenismo, con effetti sulla Unitatis redintegratio. 

Il 28 giugno 1964 fu consacrato vescovo, a seguito della nomina a titolare della Diocesi di Mauriana, comunicata il 4 dello stesso mese.
Gli fu affidato nel 1965 il compito di risolvere alcune questioni con i patriarchi della Chiesa ortodossa, ed a Costantinopoli ne rimosse la scomunica.
Il 12 aprile 1969, Paolo VI lo nominò Presidente del Segretariato per l'unione dei cristiani,  e nel medesimo anno inaugurò ufficialmente il Centro Pro Unione. 
Nominato cardinale diacono il 28 aprile; dal 6 dicembre 1975 al 3 dicembre 1983 fu arcivescovo di Utrecht.
Morì a Denekamp il 1º agosto 2006. È sepolto nel cimitero cattolico di Santa Barbara a Utrecht.

## Riconoscimenti
È stato definito da papa Benedetto XVI come un servitore infaticabile, "chiamato dal mio predecessore Paolo VI a dare nuovo slancio al dialogo ecumenico".

## Genealogia episcopale e successione apostolica
La genealogia episcopale è:
- Cardinale Scipione Rebiba
- Cardinale Giulio Antonio Santori
- Cardinale Girolamo Bernerio, O.P.
- Arcivescovo Galeazzo Sanvitale
- Cardinale Ludovico Ludovisi
- Cardinale Luigi Caetani
- Cardinale Ulderico Carpegna
- Cardinale Paluzzo Paluzzi Altieri degli Albertoni
- Papa Benedetto XIII
- Papa Benedetto XIV
- Papa Clemente XIII
- Cardinale Marcantonio Colonna
- Cardinale Giacinto Sigismondo Gerdil, B.
- Cardinale Giulio Maria della Somaglia
- Cardinale Carlo Odescalchi, S.I.
- Cardinale Costantino Patrizi Naro
- Cardinale Lucido Maria Parocchi
- Papa Pio X
- Papa Benedetto XV
- Papa Pio XII
- Cardinale Eugène Tisserant
- Papa Paolo VI
- Cardinale Johannes Gerardus Maria Willebrands

La successione apostolica è:
- Vescovo Johannes Bernardus Niënhaus (1982)
- Vescovo Johannes Antonius de Kok, O.F.M. (1982)